# Jakob Balzert
Jakob Balzert (Düsseldorf, 6 gennaio 1918 – 23 giugno 1997) è stato un calciatore tedesco, di ruolo attaccante.

## Statistiche

### Cronologia presenze e reti in Nazionale
| Cronologia completa delle presenze e delle reti in nazionale ― Saar | Cronologia completa delle presenze e delle reti in nazionale ― Saar | Cronologia completa delle presenze e delle reti in nazionale ― Saar | Cronologia completa delle presenze e delle reti in nazionale ― Saar | Cronologia completa delle presenze e delle reti in nazionale ― Saar | Cronologia completa delle presenze e delle reti in nazionale ― Saar | Cronologia completa delle presenze e delle reti in nazionale ― Saar | Cronologia completa delle presenze e delle reti in nazionale ― Saar |
| Data                                                                | Città                                                               | In casa                                                             | Risultato                                                           | Ospiti                                                              | Competizione                                                        | Reti                                                                | Note                                                                |
| ------------------------------------------------------------------- | ------------------------------------------------------------------- | ------------------------------------------------------------------- | ------------------------------------------------------------------- | ------------------------------------------------------------------- | ------------------------------------------------------------------- | ------------------------------------------------------------------- | ------------------------------------------------------------------- |
| 27/05/1951                                                          | Saarbrücken                                                         | Saar                                                                | 3 – 2                                                               | Austria                                                             | Amichevole                                                          | -                                                                   |                                                                     |
| 15/09/1951                                                          | Berna                                                               | Svizzera                                                            | 2 – 5                                                               | Saar                                                                | Amichevole                                                          | -                                                                   |                                                                     |
| 14/10/1951                                                          | Vienna                                                              | Austria                                                             | 4 – 1                                                               | Saar                                                                | Amichevole                                                          | -                                                                   |                                                                     |
| 05/10/1952                                                          | Strasburgo                                                          | Francia                                                             | 1 – 3                                                               | Saar                                                                | Amichevole                                                          | -                                                                   |                                                                     |
| 11/10/1953                                                          | Stoccarda                                                           | Germania Ovest                                                      | 3 – 0                                                               | Saar                                                                | Qual. Mondiali 1954                                                 | -                                                                   |                                                                     |
| 08/11/1953                                                          | Saarbrücken                                                         | Saar                                                                | 0 – 0                                                               | Norvegia                                                            | Qual. Mondiali 1954                                                 | -                                                                   |                                                                     |
| Totale                                                              |                                                                     | Presenze                                                            | 6                                                                   |                                                                     | Reti                                                                | 0                                                                   |                                                                     |

## Palmarès

### Club

#### Competizioni nazionali
- Ehrenliga Saarland: 1

Saarbrücken: 1950-1951